# Cmentarz wojenny nr 390 – Mogiła
Cmentarz wojenny nr 390 – Mogiła – austriacki cmentarz wojenny z okresu I wojny światowej wybudowany przez Oddział Grobów Wojennych C. i K. Komendantury Wojskowej w Krakowie i znajdujący się na terenie jego okręgu XI Twierdza Kraków.
Jest to niewielka kwatera we wschodniej części cmentarza parafialnego w Mogile, usytuowanego na osiedlu Wandy w Nowej Hucie.
Pochowano na nim 71 żołnierzy austriackich z 3.,6.,14., 24. i 25. pułków piechoty, 16. pułku piechoty honwedów, 6. pułku ułanów, 12. pułku armat polowych Landwehry, 21. i 212. marszbatalionów Landszturmu, 2. i 79. batalionów Landszturmu, 35. pułku ciężkiej artylerii polowej, 53. pułku artylerii polowej, 2. pułku armat polowych Landwehry. 23 żołnierzy poległo 14 września 1914 roku, a 48 żołnierzy było ofiarami wybuchu amunicji, 2 sierpnia 1917 roku, w pobliskim forcie.

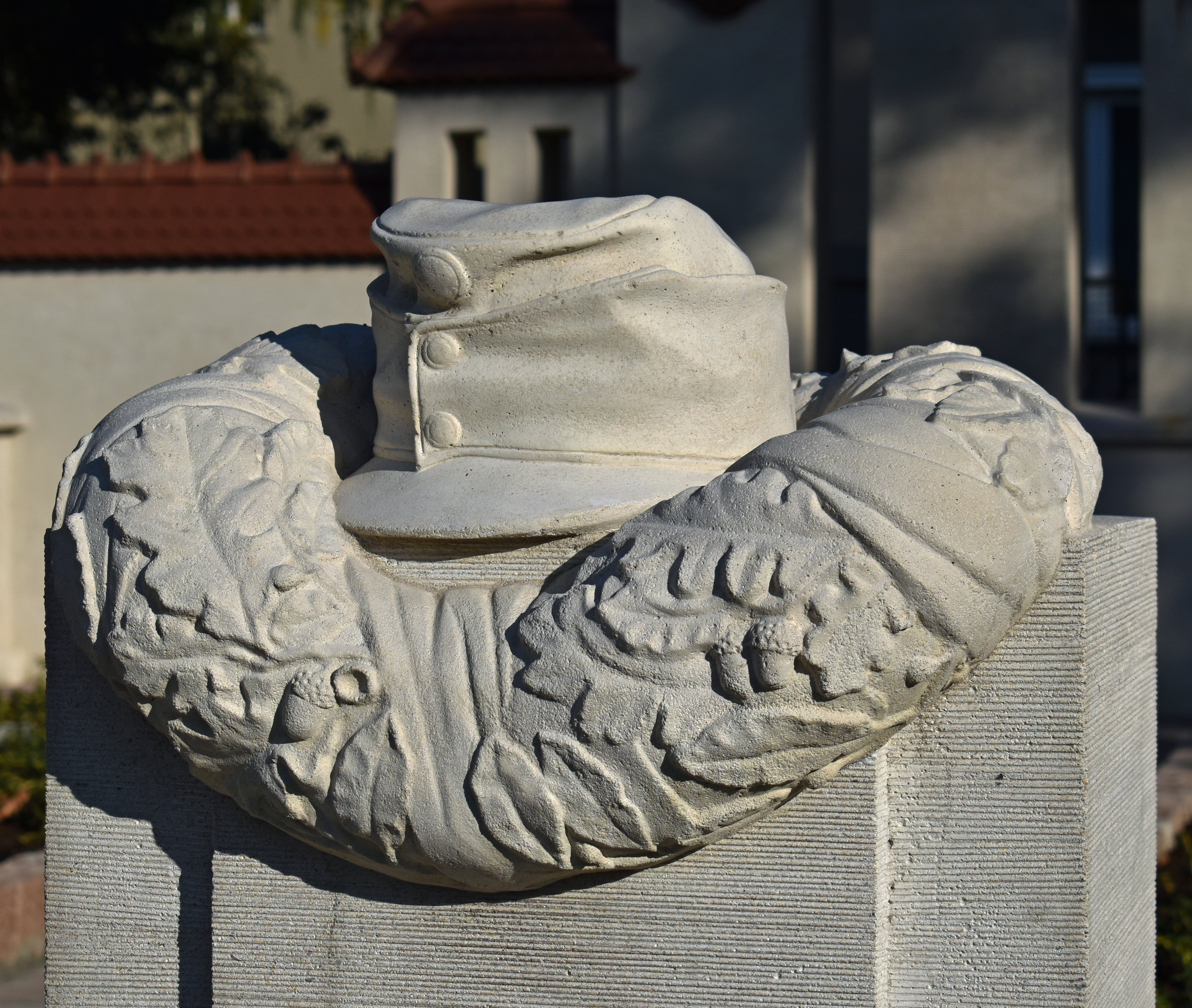
Detal z ogrodzenia.

Cmentarz zaprojektował Hans Mayr. Z oryginalnego projektu zachował się tylko pomnik centralny w kształcie krzyża, przykrytego daszkiem z czerwonej dachówki-karpiówki. Cmentarz, gdy powstał, był ogrodzony a na narożnych słupkach znajdowały się rzeźby żołnierskiej czapki położonej na wieńcu, motyw charakterystyczny dla tego Okręgu.
W latach 2013–2017 przeprowadzono odbudowę cmentarza.